# Dimineața (Adevěrul de dimineața)
Dimineața este numele unei publicații periodice cu apariție cotidiană, de orientare centru-stânga din perioada interbelică. Ziarul a apărut la data de 2 feb 1904, cu titlul Adevěrul de dimineața, având ca director pe Constantin Mille, la Editura Adevěrul. Începând cu data de 16 noiembrie 1904 își schimbă numele în Dimineața. Adevěrul de dimineața, iar din 8 decembrie 1904 s-a numit doar Dimineața.